# Mohammed Alhassan
Mohammed Alhassan (9 de janeiro de 1984) é um futebolista profissional ganês que atua como goleiro.

## Carreira
Mohammed Alhassan representou a Seleção Ganesa de Futebol nas Olimpíadas de 2004.